# Asturianos (kommunhuvudort)
Asturianos är en kommunhuvudort i Spanien.   Den ligger i provinsen Provincia de Zamora och regionen Kastilien och Leon, i den nordvästra delen av landet, 290 km nordväst om huvudstaden Madrid. Asturianos ligger 970 meter över havet och antalet invånare är 327.
Terrängen runt Asturianos är kuperad åt nordväst, men åt sydost är den platt. Runt Asturianos är det mycket glesbefolkat, med 5 invånare per kvadratkilometer. Närmaste större samhälle är Puebla de Sanabria, 11,9 km väster om Asturianos. 